# Žalm 80
Žalm 80 („Naslouchej, pastýři Izraele“) je biblický žalm. V překladech, které číslují podle Septuaginty, se jedná o 79. žalm. Žalm je nadepsán těmito slovy: „Pro předního zpěváka. Podle „Lilií“. Svědectví pro Asafa. Žalm.“ Podle některých vykladačů toto nadepsání znamená, že žalm byl určen pro to, aby jej zpíval v Chrámu za doprovodu hudebního nástroje zvaného „lilie“ zkušený zpěvák z Asafova rodu a upoutal pozornost na „svědectví“, jímž je míněno Boží zaslíbení nebo Boží zákon.